# Сечел (Сібіу)
Сечел (рум. Săcel) — село у повіті Сібіу в Румунії. Адміністративно підпорядковане місту Селіште.
Село розташоване на відстані 225 км на північний захід від Бухареста, 15 км на захід від Сібіу, 113 км на південь від Клуж-Напоки, 130 км на захід від Брашова.

## Населення
За даними перепису населення 2002 року у селі проживали 520 осіб, з них 516 осіб (99,2%) румунів. Рідною мовою 517 осіб (99,4%) назвали румунську.